# 伊勢原自動車学校
伊勢原自動車学校（いせはらじどうしゃがっこう）は、株式会社エフエムエスが運営する福澤モータースクールグループの一つで神奈川県伊勢原市西富岡にある指定自動車教習所である。略称は伊勢自（いせじ）。

## 福澤モータースクールグループ姉妹校
- 菊名ドライビングスクール
- 新鶴見ドライビングスクール
- 厚木中央自動車学校
- 湘南平塚モータースクール

## 免許
- 普通車
- 準中型一種
- 中型一種
- 中型二種
- 大型特殊
- 大型一種
- 大型二種
- けん引

## 教習車
普通車
- マツダアクセラ(予備)
- 日産ティーダラティオ

高速教習車
- 日産リーフ
- 日産スカイライン

## アクセス
小田急小田原線以下の鉄道駅より送迎バス
- 本厚木駅から約25分
- 愛甲石田駅から約25分
- 伊勢原駅から約20分
- 鶴巻温泉駅から約15分